# Trudy po Prikladnoj Botanike
Trudy po Prikladnoj Botanike (abreviado Trudy Prikl. Bot.) fue una revista científica con ilustraciones y descripciones botánicas que fue publicada en Moscú y San Petersburgo desde 1927 hasta 1950 con el nombre de Trudy po Prikladnoj Botanike, Genetike i Selekcii. Bulletin of Applied Botany, of Genetics, and Plant-Breeding. Fue precedido por Trudy Prikl. Bot. Selekc.

## Publicaciones
- Vols. 17(3)-27, 1927-31;
- vol. 28(3)+, 1950+; Priloz.
- vols. 30-84, 1927?-37.

Publicado en serie y posteriormente suspendida, 1932-49; vol. 28 (1) -28 (2) y Priloz. vols. 57, 59 y 82 no publicados. 